# روبن سلون
روبن سلون (بالإنجليزية: Robin Sloan)‏ (19 ديسمبر 1979، ميشيغان في الولايات المتحدة)؛ كاتب وروائي أمريكي.